# حلم (قصة قصيرة)
حلم (بالألمانية: Ein Traum) قصة قصيرة ألمانية من تأليف الكاتب بالتشيكي فرانز كافكا،  نشرت في عام 1919 ضمن مجموعة من قصص كافكا تحت عنوان «طبيب ريفي» (Ein Landarzt). في القصة يوصف الرواي حلماً، حيث يسير «جوزيف ك» عبر مقبرة الضباب يملؤها والجو قاتم فيها وشواهد القبور حوله، بعد ذلك يلاحظ شخصاً ينحت اسماً على حجر وعندما يقترب منه يرى أن اسمه هو المنحوت.
من المعروف عن كافكا اهتمامه الشديد بنظرية التحليل النفسي بسبب ولعه بالأحلام، حيث أن «المسخ» واحدة من أشهر قصصه تبدأ بالشخصية الرئيسية يستيقظ من حلم. القصة أيضاً تحتوي عدد من المواضيع الرئيسية مثل الأموات ونقص القوة بين الأحياء إضافة إلى الصراع من أجل البقاء.